# Amber An
Amber An est une actrice, mannequin, animatrice, et chanteuse taïwanaise née le  18 septembre 1985, à Taichung, Taïwan. Elle commence sa carrière en 2010 en apparaissant dans plusieurs dramas, pour se lancer dans la musique en 2011 avec son premier album, First.

## Filmographie

### Dramas
- 2010 : Love Buffet (愛似百匯).
- 2010 : Zhong Wu Yen (鍾無艷).
- 2010 : Rice Family (飯糰之家).

### Films
- 2011 : Mysterious Island (孤島驚魂).
- 2012 : Westgate Tango (西門町).
- 2012 : Double Trouble (寶島雙雄).
- 2013 : Taiwan Hollywood (台灣有個好萊塢).
- 2013 : Forever Love (en) (阿嬤的夢中情人).

### Émissions
- 2009 : Celebrity Imitated Show (全民最大黨).
- 2010 : Guess Guess Guess (我猜我猜我猜猜猜).
- 2010 : Start! Game Party (電玩大牌黨).
- 2010 : The Game of Killing (天黑請閉眼).
- 2011 : GameGX (電玩快打).

## Discographie

### Singles
| Single # | Titre                                     | Date de Sortie   | Label           |
| -------- | ----------------------------------------- | ---------------- | --------------- |
| 1er      | There is no Love to Save (無可救愛)       | 22 juillet 2011  | Wonderful Music |
| 2e       | We Dancing (唯舞)                         | 26 juin 2012     | Wonderful Music |
| 3e       | Don't Cry                                 | 20 août 2012     | Wonderful Music |
| 4e       | The Love Move Business Cards (愛的動名片) | 23 décembre 2012 | Wonderful Music |
| 5e       | Huh Huh (呼呼)                            | 30 décembre 2012 | Wonderful Music |

### Albums
| Album # | Titre                   | Date de Sortie  | Label           |
| ------- | ----------------------- | --------------- | --------------- |
| 1er     | First (惡女)            | 26 août 2011    | Wonderful Music |
| 2e      | Sing For You (單身極品) | 11 janvier 2013 | Wonderful Music |